# Jean-Jacques N'Domba
Jean-Jacques N'Domba   (Pointe-Noire, 1954 - Troyes, 15 d'octubre de 2024) va ser un futbolista de la República del Congo de la dècada de 1980. Fou internacional amb la selecció de futbol de la República del Congo. Pel que fa a clubs, destacà a Olympique de Marsella i Olympique de Lió.